# Riz Ortolani
Riz Ortolani, celým jménem Riziero Ortolani (25. března 1926, Pesaro, Itálie – 23. ledna 2014, Řím, Itálie), byl italský filmový hudební skladatel.

## Život
Ortolani se narodil 25. března 1926 v Pesaru. Byl nejmladším ze šesti bratrů. Ve věku dvanácti let byl přijat na konzervatoř svého rodného města, kde studoval kompozici a flétnu. Absolvoval v devatenácti letech a stal se flétnistou městského orchestru v Pesaru. V roce 1948 odešel do Říma a hrál na klavír v tanečních sálech. Později byl zaměstnán v rozhlasové stanici RAI. Řídil rozhlasový orchestr, pracoval jako aranžér. Na začátku 50. let byl zakladatelem a členem populární italské jazzové kapely.
V letech 1955-1960 účinkoval se svým orchestrem v předních tanečních podnicích včetně slavného nočního klubu Ciro's v Hollywoodu. V roce 1956 se v Mexiku oženil se zpěvačkou Katynou Ranieriovou. V té době začal skládat hudbu pro film. Ještě v roce 1956 zkomponoval hudbu ke třem filmům: I Miliardari, Serenata al vento a Terrore sulla città. V roce 1961 se vrátil do Itálie, kde spolu s Ninem Olivierem složil hudbu k dokumentárnímu filmu Mondo Cane, jehož ústřední píseň "More" se stala světovým hitem, získala Cenu Grammy a ve své kategorii byla nominována i na Oscara.
Ortolani napsal hudbu k více než 200 filmům včetně německého westernu Old Shatterhand a řady italských spaghetti westernů. Kromě filmové hudby komponoval i klasickou hudbu koncertní a operní. V roce 2001 byla v Rossiniho divadle v Pesaru uvedena jeho Sinfonia della Memoria (Symfonie paměti). V roce 2004 se na festivalu "Maggio Musicale Fiorentino" hrál jeho první balet: In Una Parte di Cielo (V kousku nebe), inspirovaný životem Michelangela Buonarroti. V roce 2007 měla v benátském divadle Teatro La Fenice premiéru jeho opera-muzikál Il Principe della Gioventù (Princ Mládí), inspirovaná spiknutím Pazziů ve Florencii a vraždou prince Medicejové|Juliána Medicejského v dubnu 1478.
Jako dirigent řídil nejslavnější světové symfonické orchestry i operní představení. Dvakrát byl nominován na Cenu Emmy za nejlepší hudbu (1985 – TV miniseriál Kryštof Kolumbus, 1994 – drama Uomo di rispetto). V roce 2001 obdržel Stříbrnou medaili prezidenta Italské republiky Ciampiho a v roce 2013 Cenu za celoživotní dílo od The World Soundtrack Academy.
Zemřel 23. ledna 2014 v Římě na komplikace spojené s bronchitidou ve věku 87 let.

## Dílo

### Hrané filmy
České názvy jsou u filmů uvedených v české a československé distribuci.
- 2010: Il figlio più piccolo (režie Pupi Avati)
- 2010: Una sconfinata giovinezza (režie Pupi Avati)
- 2008: Giovannin otec (Il Papà di Giovanna, režie Pupi Avati)
- 2007: Il Nascondiglio (režie Pupi Avati)
- 2007: Večeře s tou pravou (La Cena per farli conoscere, režie Pupi Avati)
- 2005: Druhá svatební noc (La Seconda notte di nozze, režie Pupi Avati)
- 2005: Ma quando arrivano le ragazze? (Děvčata všechno změní, režie Pupi Avati)
- 2004: La Rivincita di Natale (režie Pupi Avati)
- 2003: Citadela (TV seriál)
- 2003: Srdcem jinde (Il Cuore altrove, režie Pupi Avati)
- 2002: Láska, lži a vášeň (TV seriál)
- 2001: I Cavalieri che fecero l'impresa (režie Pupi Avati)
- 1999: Ama il tuo nemico (TV film, režie Damiano Damiani)
- 1999: La Via degli angeli (režie Pupi Avati)
- 1998: Grandes ocasiones (režie Felipe Vega)
- 1998: Ve svatební den (Il Testimone dello sposo, režie Pupi Avati)
- 1995: La Famiglia Ricordi (TV film, režie Mauro Bolognini)
- 1995: Fermo posta Tinto Brass (P. O. Box Tinto Brass, režie Tinto Brass)
- 1994: Voyeur (režie Tinto Brass)
- 1993: Magnificat (režie Pupi Avati)
- 1992: L'Angelo con la pistola (režie Damiano Damiani)
- 1991: Bratři a sestry (Fratelli e sorelle, režie Pupi Avati)
- 1991: Killer Crocodile II (režie Dardano Sacchetti)
- 1991: Michelangelo: Čas gigantů (TV film, režie Jerry London)
- 1991: Paprika (režie Tinto Brass)
- 1991: Úctyhodná žena (Vendetta: Secrets of a Mafia Bride, TV film, režie Stuart Margolin)
- 1990: Una Fredda mattina di maggio (TV film, Vittorio Sindoni)
- 1990: Nel giardino delle rose (režie Luciano Martino)
- 1990: Il Sole buio (režie Damiano Damiani)
- 1990: Top Model 2 (režie Pasquale Fanetti)
- 1989: Gioco al massacro (režie Damiano Damiani)
- 1989: Krokodýl zabiják (Killer Crocodile, režie Fabrizio De Angelis)
- 1989: Příběh chlapců a dívek (Storia di ragazzi e di ragazze, režie Pupi Avati)
- 1989: I Ragazzi di via Panisperna (režie Gianni Amelio)
- 1988: Una Casa a Roma (TV film, režie Bruno Cortini)
- 1988: La Collina del diavolo (režie Vittorio Sindoni)
- 1987: Láska a vášeň (Capriccio, režie Tinto Brass)
- 1987: La Sporca insegna del coraggio (režie Tonino Valerii)
- 1987: Sposi (režie Luciano Emmer a Pupi Avati)
- 1987: Ultimo minuto (režie Pupi Avati)
- 1987: Ve slabé chvilce (La bonne, režie Salvatore Samperi)
- 1986: Una Domenica sì (režie Cesare Bastelli)
- 1986: Regalo di Natale (režie Pupi Avati)
- 1986: Hledání pravdy (L' Inchiesta, režie Damiano Damiani)
- 1985: Čelní zásah (Un foro nel parabrezza, režie Sauro Scavolini)
- 1985: Festa di laurea (režie Pupi Avati)
- 1985: Kryštof Kolumbus (Cristoforo Colombo, TV seriál, režie Alberto Lattuada)
- 1985: Miranda (režie Tinto Brass)
- 1984: Giuseppe Fava: Siciliano come me (režie Vittorio Sindoni)
- 1984: I Guerrieri dell'anno 2072 (režie Lucio Fulci)
- 1984: Chobotnice (La Piovra, TV seriál, režie Damiano Damiani)
- 1984: Impiegati (režie Pupi Avati)
- 1984: Noi tre (režie Pupi Avati)
- 1984: Tuareg (režie Enzo G. Castellari)
- 1983: Dívka z Terstu (La Ragazza di Trieste, režie Pasquale Festa Campanile)
- 1983: Školní výlet (Una Gita scolastica, režie Pupi Avati)
- 1983: Zeder (režie Pupi Avati)
- 1983: 1919, crónica del alba (režie Antonio José Betancor)
- 1982: I camionisti (režie Flavio Mogherini)
- 1982: Più bello di così si muore (režie Pasquale Festa Campanile)
- 1982: Porca vacca (režie Pasquale Festa Campanile)
- 1982: Valentina (režie Antonio José Betancor)
- 1981: Aiutami a sognare (režie Pupi Avati)
- 1981: Il Cappotto di legno (režie Gianni Manera)
- 1981: Miele di donna (režie Erico Menczer a Jaime Deu Casas)
- 1981: Nessuno e perfetto (režie Pasquale Festa Campanile)
- 1981: Přízrak lásky (Fantasma d'amore, režie Dino Risi)
- 1981: There Was a Little Girl (režie Ovidio G. Assonitis)
- 1980: Bankovní konto s výstrahou (L'avvertimento, režie Damiano Damiani)
- 1980: La Casa sperduta nel parco (režie Ruggero Deodato)
- 1980: Kanibalové (Cannibal Holocaust, režie Ruggero Deodato)
- 1980: Maria – Nur die Nacht war ihr Zeuge (režie Ernst Hofbauer)
- 1979: Anni struggenti (režie Vittorio Sindoni)
- 1979: Atsalut pader (režie Paolo Cavara)
- 1979: Il Corpo della ragassa (režie Pasquale Festa Campanile)
- 1979: Un Dramma borghese (režie Florestano Vancini)
- 1979: Tygřice (Letti selvaggi, Luigi Zampa)
- 1979: Z pekla k vítězství (Contro 4 bandiere, Umberto Lenzi)
- 1979: Železná maska (The Fifth Musketeer, režie Ken Annakin)
- 1978: Le Braghe del padrone (režie Flavio Mogherini)
- 1978: Cyclone (režie René Cardona Jr.)
- 1978: Enigma rosso (režie Alberto Negrin)
- 1978: Gegè Bellavita (režie Pasquale Festa Campanile)
- 1978: Napříč Saharou (Sahar Cross, režie Tonino Valerii)
- 1978: První láska (Primo amore, režie Dino Risi)
- 1978: Zločin a la Neapol (Giallo napoletano, režie Sergio Corbucci)
- 1977: Casanova & Co. (režie Franz Antel)
- 1977: Doppio delitto (režie Steno)
- 1977: Mám strach (Io ho paura, režie Damiano Damiani)
- 1977: Mimì Bluette … fiore del mio giardino (režie Carlo Di Palma)
- 1977: Passi di morte perduti nel buio (režie Maurizio Pradeaux)
- 1977: La Ragazza dal pigiama giallo (režie Flavio Mogherini)
- 1976: Natale in casa d'appuntamento (režie Armando Nannuzzi)
- 1976: Scandalo (režie Salvatore Samperi)
- 1975: Mondo candido (režie Gualtiero Jacopetti)
- 1975: Proč je zabit soudce (Perché si uccide un magistrato, režie Damiano Damiani)
- 1975: Qui comincia l'avventura (režie Carlo Di Palma)
- 1975: Ritratto di donna velata (TV seriál, režie Flaminio Bollini)
- 1975: Vieni, vieni amore mio (režie Vittorio Caprioli)
- 1974: There Is No 13 (režie William Sachs)
- 1973: Cari genitori (režie Enrico Maria Salerno)
- 1973: Il Consigliori (režie Alberto De Martino)
- 1973: Contratto carnale (režie Erico Menczer)
- 1973: Days of Fury (režie Antonio Calenda)
- 1973: Dio, sei proprio un padreterno! (režie Michele Lupo)
- 1973: Eroi, Gli (režie Duccio Tessari)
- 1973: Le Guerriere dal seno nudo (režie Terence Young)
- 1973: Krutý New York (La Faccia violenta di New York, režie Jorge Darnell)
- 1973: Les diablesses (režie Antonio Margheriti)
- 1973: Nikoliv! Případ skončil šťastně! (No il caso è felicemente risolto, režie Vittorio Salerno)
- 1973: Si può essere più bastardi dell'ispettore Cliff? (režie Massimo Dallamano)
- 1973: Skalpel v rukou bílé mafie (Bisturi, la mafia bianca, režie Luigi Zampa)
- 1972: Abuso di potere (režie Camillo Bazzoni)
- 1972: Bratr Slunce, sestra Luna (Fratello sole, sorella luna, režie Franco Zeffirelli)
- 1972: Girolimoni, il mostro di Roma (režie Damiano Damiani)
- 1972: L'etrusco uccide ancora (režie Armando Crispino)
- 1972: Muka neviňátek (Non si sevizia un paperino, režie Lucio Fulci)
- 1972: Proč žít… a proč umírat (Una Ragione per vivere e una per morire, režie Tonino Valerii)
- 1972: Sedm krvavých orchidejí (Sette orchidee macchiate di rosso, režie Umberto Lenzi)
- 1972: Tereza zlodějka (Teresa la ladra, režie Carlo Di Palma)
- 1972: Tutti fratelli nel west… per parte di padre (režie Sergio Grieco)
- 1972: Valachiho svědectví (The Valachi Papers, režie Terence Young)
- 1971: Addio zio Tom (režie Gualtiero Jacopetti a Franco Prosperi)
- 1971: …e le stelle stanno a guardare (TV seriál, režie Anton Giulio Majano)
- 1971: Lov (The Hunting Party, režie Don Medford)
- 1971: Il Merlo maschio (režie Pasquale Festa Campanile)
- 1971: Non commettere atti impuri (režie Giulio Petroni)
- 1971: Přiznání policejního komisaře prokurátorovi republiky (Confessione di un commissario di polizia al procuratore della repubblica, režie Damiano Damiani)
- 1971: Say Hello to Yesterday (režie Alvin Rakoff)
- 1971: The Statue (režie Rodney Amateau)
- 1970: Un Caso di coscienza (režie Giovanni Grimaldi)
- 1970: Ciakmull – L'uomo della vendetta (režie Enzo Barboni)
- 1970: Con quale amore, con quanto amore (režie Pasquale Festa Campanile)
- 1970: Disperatamente l'estate scorsa (režie Silvio Amadio)
- 1970: Gerardova dobrodružství (The Adventures of Gerard, režie Jerzy Skolimowski)
- 1970: Letci útočí (La colomba non deve volare, režie Sergio Garrone)
- 1970: Madron (režie Jerry Hopper)
- 1970: Píseň ohlašuje pomstu (O Cangaçeiro, režie Giovanni Fago)
- 1970: Pomsta vlkodlaka (Nella stretta morsa del ragno, režie Antonio Margheriti)
- 1970: La Prima notte del Dottor Danieli, industriale col complesso del… giocattolo (režie Giovanni Grimaldi)
- 1970: La Ragazza di nome Giulio (režie Tonino Valerii)
- 1970: Zlom (The McKenzie Break, režie Lamont Johnson)
- 1969: Boj o Řím II. (La Guerra per Roma – Seconda parte, režie Sergiu Nicolaescu, Robert Siodmak Andrew Marton)
- 1969: La Cattura (režie Paolo Cavara)
- 1969: Cinque figli di cane (režie Alfio Caltabiano)
- 1969: Così dolce… così perversa (režie Umberto Lenzi)
- 1969: La Donna a una dimensione (režie Mario Montuori)
- 1969: La Notte dei serpenti (režie Giulio Petroni)
- 1969: Otevřená rána (Il Dito nella piaga, Tonino Ricci)
- 1969: Il suo modo di fare (režie Franco Brusati)
- 1969: Una sull'altra (režie Lucio Fulci)
- 1968: Anzio (režie Edward Dmytryk a Duilio Coletti)
- 1968: Bandité v Miláně (Banditi a Milano, režie Carlo Lizzani)
- 1968: Bez slitování (Sequestro di persona, režie Gianfranco Mingozzi)
- 1968: Blaho paní Blossomové (The Bliss Of Mrs. Blossom, režie Joseph McGrath)
- 1968: Boj o Řím I. (La Guerra per Roma – prima parte, režie Sergiu Nicolaescu, Robert Siodmak Andrew Marton)
- 1968: Dobrý den, paní Campbellová! (Buona Sera, Mrs. Campbell, Melvin Frank)
- 1968: Mimo zákon (Al di là della legge, Giorgio Stegani)
- 1968: ¿Quién grita venganza? (režie Rafael Romero Marchent)
- 1968: The Biggest Bundle of Them All (režie Ken Annakin)
- 1968: Vymahač ( Requiescant, režie Carlo Lizzani)
- 1967: I giorni dell'ira (režie Tonino Valerii)
- 1967: La cintura di castità (režie Pasquale Festa Campanile)
- 1967: Sedmkrát žena (Sette volte donna, režie Vittorio De Sica)
- 1967: Tiffany memorandum (režie Sergio Grieco)
- 1966: Cifrato speciale (režie Pino Mercanti)
- 1966: David Copperfield (TV seriál BBC, režie Joan Craft)
- 1966: Maya (režie John Berry)
- 1966: Non faccio la guerra, faccio l'amore (režie Franco Rossi)
- 1966: Operación Goldman (režie Antonio Margheriti)
- 1966: La Ragazza del bersagliere (režie Alessandro Blasetti)
- 1966: The Spy with a Cold Nose (režie Daniel Petrie)
- 1965: Berlino – Appuntamento per le spie (režie Vittorio Sala)
- 1965: Con rispetto parlando (režie Marcello Ciorciolini)
- 1965: El Diablo también llora (režie José Antonio Nieves Conde)
- 1965: Das Geheimnis der drei Dschunken (režie Ernst Hofbauer)
- 1965: Slavní jezdci (The Glory Guys, režie Arnold Laven)
- 1964: Antes llega la muerte (režie Joaquín Luis Romero Marchent)
- 1964: Cavalca e uccidi (režie José Luis Borau, Mario Caiano)
- 1964: Danza macabra (režie Antonio Margheriti)
- 1964: Le ore nude (režie Marco Vicario)
- 1964: Old Shatterhand (režie Hugo Fregonese)
- 1964: Sedmý úsvit (The 7th Dawn, režie Lewis Gilbert)
- 1964: Žlutý Rolls-Royce (The Yellow Rolls-Royce, Anthony Asquith)
- 1963: La vergine di Norimberga (režie Antonio Margheriti)
- 1963: El Sabor de la venganza (režie Joaquín Luis Romero Marchent)
- 1962: Il Crollo di Roma (režie Antonio Margheriti)
- 1962: Sváteční vyjížďka (Il Sorpasso, režie Dino Risi)
- 1961: Ursus nella valle dei leoni (režie Carlo Ludovico Bragaglia)
- 1959: Siempre estaré contigo (režie Julián Soler)
- 1956: I Miliardari (režie Guido Malatesta)
- 1956: Serenata al vento (režie Luigi Latini de Marchi)
- 1956: Terrore sulla città (režie Anton Giulio Majano)

### Dokumentární filmy
- 2003: In the Jungle: The Making of Cannibal Holocaust
- 1981: Fangio – Una vita a 300 all'ora
- 1978: Brutes and Savages
- 1969: Las Bahamas Nassau
- 1969: Indianápolis (režie José Antonio de la Loma)
- 1969: Islas del Caribe: Barbados (režie José Antonio de la Loma)
- 1966: Africa addio
- 1965: The Car That Became a Star
- 1963: La Donna nel mondo
- 1963: Mondo di notte numero 3
- 1962: Létající Clipper
- 1962: Mondo cane